# مجتبی نوری
مجتبی نوری (۱۴۰۳ تا اکنون) سیاست‌مدار ایرانی بود، که در دوره هشتم مجلس شورای اسلامی بعنوان نماینده شازند از استان مرکزی در مجلس شورای اسلامی حضور داشت.